# Florian Hahn
Florian Hahn (ur. 14 marca 1974 w Monachium) – niemiecki polityk, działacz Unii Chrześcijańsko-Społecznej (CSU), od 2009 deputowany do Bundestagu, od 2025 minister stanu w Federalnym Ministerstwie Spraw Zagranicznych.

## Życiorys
Po maturze w Luitpold-Gymnasium w Monachium odbył służbę wojskową w jednostce górskiej Bundeswehry. Następnie ukończył Bawarską Akademię Reklamy i Marketingu jako specjalista ds. marketingu elektronicznego (BAW) i rozpoczął zaoczne studia MBA na Uniwersytecie Dunajskim w Krems. Pracował m.in. w firmie Krauss-Maffei Wegmann oraz jako dyrektor zarządzający struktur Junge Union Bayern i Komunalnej Unii Politycznej (KPV).
W 2009 po raz pierwszy uzyskał mandat posła do Bundestagu. Z powodzeniem ubiegał się o reelekcję w 2013, 2017, 2021 i 2025. W latach 2014–2018 był rzecznikiem regionalnej grupy CSU ds. polityki zagranicznej, obronnej i europejskiej, następnie rzecznikiem CDU/CSU ds. polityki europejskiej (2018–2021) oraz ds. obrony (2021–2025). W maju 2025 objął urząd ministra stanu w Federalnym Ministerstwie Spraw Zagranicznych.